# Ludgo-Pelle
Erik Yngve "Ludgo-Pelle" Pettersson, född 27 februari 1927 i Ludgo församling, Södermanlands län, död 2 december 2004 i Tystbergabygdens församling, Nyköping, var en svensk spelman, känd för sin "tungstepp". 
Ludgo-Pelle tillhörde en gammal spelmanssläkt. Han spelade fiol och brodern Holger dragspel på logar och dansbanor i Sörmland. År 1957 fick han sitt genombrott som musiker. Förutom fiol spelade han kontrabas, bordscittra, munspel och hade ibland en  burk med ärtor på foten. Han spelade också på såg och dammsugare. 
År 1965 bildades Ludgo-Pelles orkester. Ludgo-Pelle var musiker på heltid och turnerade i Sverige och i Norge. Han deltog i flera TV- och radioprogram. 
Han komponerade 50 låtar och gav ut 15 LP-skivor. Bland stipendier han fick var ett från Kultur i Sörmland 1992. På senare år uppträdde Ludgo-Pelle på servicehus.

## Diskografi
- Ludgo-Pelle på Svensk mediedatabas.